# Las Vegas (gioco da tavolo)
Las Vegas è un gioco da tavolo in stile tedesco ideato da Rüdiger Dorn e pubblicato da Ravensburger Alea nel 2012. Prende il nome della famosa città di Las Vegas, in Nevada (Stati Uniti), capitale del gioco d'azzardo.
Il gioco è stato nominato per il premio Spiel des Jahres nel 2012.

## Ambientazione
Las Vegas è un gioco in cui da 2 a 5 giocatori, nei panni di scommettitori ai tavoli verdi, cercano di sbancare i casinò di Las Vegas puntando dollari al tiro dei dadi.

## Regole e materiali

### Materiali
Il gioco si i compone di:
- 6 piccole plance che rappresentano 6 diversi casinò di Las Vegas, ciascuno caratterizzato dal valore di un dado, da 1 a 6;
- 40 dadi: 5 gruppi di 8 dadi ciascuno, ciascuno di un colore diverso (rosso, bianco, verde, blu e nero);
- 54 banconote in vari tagli (da diecimila a novantamila) di dollari statunitensi
- 1 carta primo giocatore.

### Regole di gioco
Il gioco si svolge in 4 turni: all'inizio di ogni turno, ogni casinò è rifornito di un certo numero di banconote: vengono aggiunte estratte casualmente finché non si raggiunge la cifra di almeno 50.000 dollari.
I giocatori, a turno, tirano i loro dadi: all'inizio di un round ogni giocatore tira tutti i propri 8 dadi, sceglie su quale casino vuole scommettere e piazza tutti i dadi di quel valore sul casino corrispondente. Scommettere è obbligatorio, non vi è alcuna possibilità di passare volontariamente un turno.
A turno ogni giocatore farà lo stesso finché tutti avranno tirato e piazzato tutti i propri dadi.
A questo punto, vengono distribuite le vincite: per ogni casinò, la banconota di maggior valore va al giocatore che ha il maggior numero di dadi su quel casino, la seconda banconota in ordine decrescente di valore, va al secondo, e così via.
La maggioranza deve essere rigorosa: in caso di parità, i giocatori con lo stesso numero di dadi non otterranno nulla e la banconota andrà al giocatore con il maggior numero di dadi presenti su quel casinò.
Alla fine di ogni turno, i giocatori ricevono indietro tutti i loro dadi e i casinò sono riforniti con una nuova serie di banconote. Dopo 4 turni, il giocatore che ha vinto più soldi vince la partita.

## Espansioni e altre versioni
Nel corso degli anni Alea Ravensburger ha pubblicato un'espansione e due nuove versioni del gioco sempre ad opera di Rudiger Dorn. Nel 2014 ha pubblicato un'espansione intitolata Las Vegas Boulevard, contenente vari moduli che ampliano il gioco base; nel 2016 ha pubblicato la versione di carte dal titolo Las Vegas: The Card Game; infine nel 2019 ha pubblicato una nuova versione del gioco dal titolo Las Vegas Royale, ampliata nelle meccaniche rispetto al gioco originale e giocabile senza di questo.

### Las Vegas Boulevard
Questa espansione contiene alcuni moduli al gioco base, che possono essere usati singolarmente o in combinazione tra loro:
- otto dadi in due nuovi colori per consentire di giocare fino a 7 giocatori;
- un dado viola per ogni giocatore, che permette di rimuovere il dado di un avversario o il proprio quando viene piazzato;
- un dado grande in ogni colore, che vale come due dadi quando si piazza in un casinò;
- due dadi bianchi per giocare la variante base con un massimo di 7 giocatori
- regole per giocare in solitario;
- carte azione giocabili una sola volta: ogni giocatore ne riceve una all'inizio di ogni round;
- carte speciali che permettono azioni variabili;
- un settimo casinò: in un turno, un giocatore può piazzare tutti i dadi di un singolo valore tra quelli tirati su questo casinò, ma poi nessun altro giocatore può piazzare altri dadi di questo valore su questo casinò.

## Premi e riconoscimenti
Il gioco ha avuto i seguenti riconoscimenti:
- 2012
  - Spiel des Jahres: Gioco nominato[4];
  - Deutscher Spiele Preis: 8º classificato[5];
  - Golden Geek: Best Party Board Game;
  - Golden Geek: Best Family Board Game.